# 动理学
在物理学和工程学中，动理学是经典力学的一个分支，主要研究运动与导致运动的因素（特别是力和力矩）之间的关系。自20世纪中叶以来，“动理学”在物理教科书中基本上已被“動力學”（dynamics）一词取代，但该术语仍在工程学中使用。
动理学不能与运动学（kinematics）相混淆，后者是只研究运动而不考虑导致运动的因素的学科。
“kinetics”也用于其他学科，但多译作“动力学”，如化学动力学（chemical kinetics）、酶动力学（enzyme kinetics）、药物代谢动力学（pharmacokinetics）等。